# Roque del Faro
Roque del Faro, es un barrio de Garafía, municipio de la isla canaria de La Palma.

## Situación
Está situado en una de las zonas más ricas en pino canario de la isla de La Palma. Colinda por el norte con El Tablado (Garafía) y es conocido por su bosque de Pinus Canariensis, muy rico en tea, y posee una protección especial de su tronco, la corcha, lo que le permite soportar y sobrevivir severos incendios y reverdecer pasados 2 o 3 años. Esta reserva de pinar llega hasta Los Andenes en la cumbre por el sur y hasta Barlovento por el noreste. En su parte norte aún conserva un frondoso dosel que, pese a su explotación en épocas pasadas para hacer carbón y leña, se ha recuperado y es una maravilla contemplar su vegetación de laurisilva (básicamente, helechos, fayas, bresos y laureles).
Es un barrio pintoresco consolidado, de edifiaciones bajas y es el primer barrio que uno encuentra por la Carretera de Las Mimbreras que transita entre Barlovento y Garafía.